# Otto von Rantzau

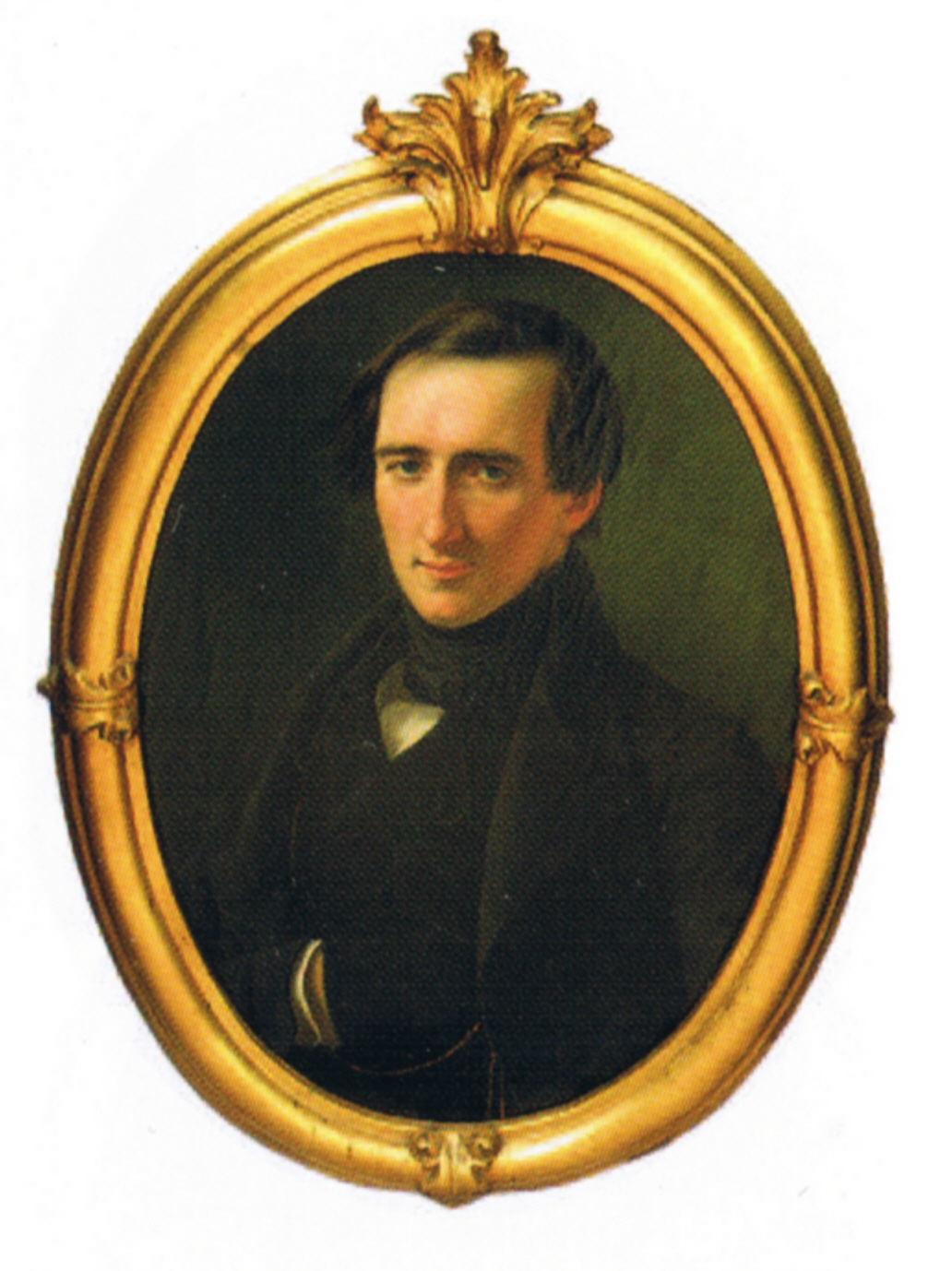
Graf Otto v. Rantzau

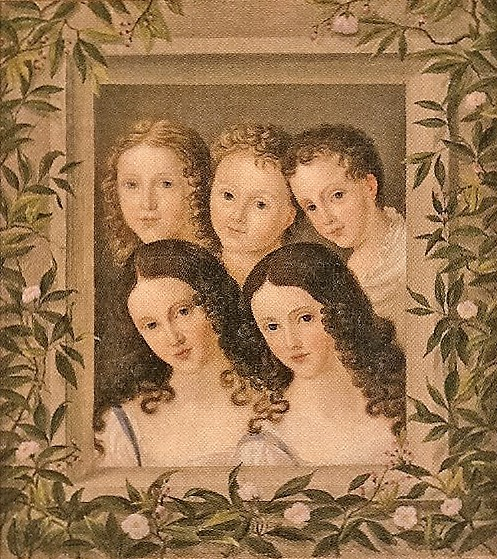
Otto von Rantzau mit seinen Geschwistern

Graf Otto von Rantzau (* 1. Juni 1809 in Kiel; † 3. Mai 1864 in Dresden) war ein deutscher Diplomat in dänischen und preußischen Diensten.

## Herkunft
Otto Rantzau entstammte dem Rantzauschen Hause Oppendorf. Er war der dritte Sohn von Christian Detlev Karl zu Rantzau (1772–1812) und Charlotte Ernestine Diede zum Fürstenstein (1773–1846). Sein Großvater war Reichsgraf Christian Emil zu Rantzau († 1777) auf Gut Rastorf. Der hatte das alte Rantzausche Gut Ascheberg drei Jahre vor seinem Tod gekauft. Der jüngere Sohn erbte Rastorf. Der älteste Sohn Christian Detlev (1772–1812) übernahm 1797 die Güter Oppendorf, Schönhorst und Ascheberg, verkaufte Ascheberg aber bereits 1799, um sich einen Besitz in der Nähe von Kopenhagen zu kaufen. Den behielt er auch nur bis 1801. Als sich seine Karrierepläne in Kopenhagen nicht verwirklichten, wurde er   Kurator der Kieler Universität. Seine Witwe lebte später in der Seeburg an der Kieler Förde. Das schöne Gebäude, von dem Landbaumeister Johann Adam Richter gebaut, hat der Familie Rantzau lange gehört. Es wurde erst 1907 abgebrochen, um Platz für das spätere Studentenheim gegenüber der Kunsthalle zu Kiel zu machen.

## Leben
Otto studierte an der Christian-Albrechts-Universität zu Kiel Rechtswissenschaft und schloss sich 1826 dem Corps Holsatia an.  Nach Abschluss seiner Studien trat er in den diplomatischen Dienst des Königreichs Dänemark. Rantzau war Mitglied der Holsteinischen Ständeversammlung. Von 1841 bis 1846 amtierte er als dänischer Gesandter in St. Petersburg. Er legte das Amt aus Protest gegen die Politik von Christian VIII. nieder. Er nahm seinen Abschied und wurde am 24. Juni 1847 zum Propst des Klosters Uetersen gewählt. Er wurde zum Königlich Dänischen Kammerherrn ernannt. In seiner Amtszeit kam es zur Schleswig-Holsteinischen Erhebung. Rantzau stand (natürlich) auf der Seite des Herzogtums Schleswig und des Herzogtums  Holstein. Dänemark kritisch gegenüber stehend, legte er sein Propstenamt 1857 nieder und lebte einige Zeit als Privatmann bei Kiel. Er trat 1862 als Geh. Legationsrat in den Dienst der Krone Preußen. Als Kgl. Preußischer a.o. Gesandter und bevollmächtigter Minister kam er an den Hof des Königreichs Sachsen in Dresden. Er starb am 2. oder 3. Mai 1864 in Dresden und wurde, auf Verlangen der Familie, die erst einen deutlich erkennbaren Verwesungsprozess als sicheres Todeszeichen abwarten wollte, erst am 10. Mai in der dortigen Familiengruft beigesetzt.

## Familie
Verheiratet war er seit dem 31. August 1844 mit Julia Friederike geb. Gräfin zu Rantzau, verw. Gräfin v. Reventlow, der Schwester von Christian zu Rantzau auf Rastorf. Das Paar hatte die beiden Söhne:
- Kurt (1845–1882)
- Johann (1847–1908)

## Auszeichnungen
- Elefanten-Orden
- Wirkl. Geh. Rat
- Exzellenz